# Pleuro-laveur
 (janvier 2023).
Si vous disposez d'ouvrages ou d'articles de référence ou si vous connaissez des sites web de qualité traitant du thème abordé ici, merci de compléter l'article en donnant les références utiles à sa vérifiabilité et en les liant à la section « Notes et références ».
 (janvier 2023).

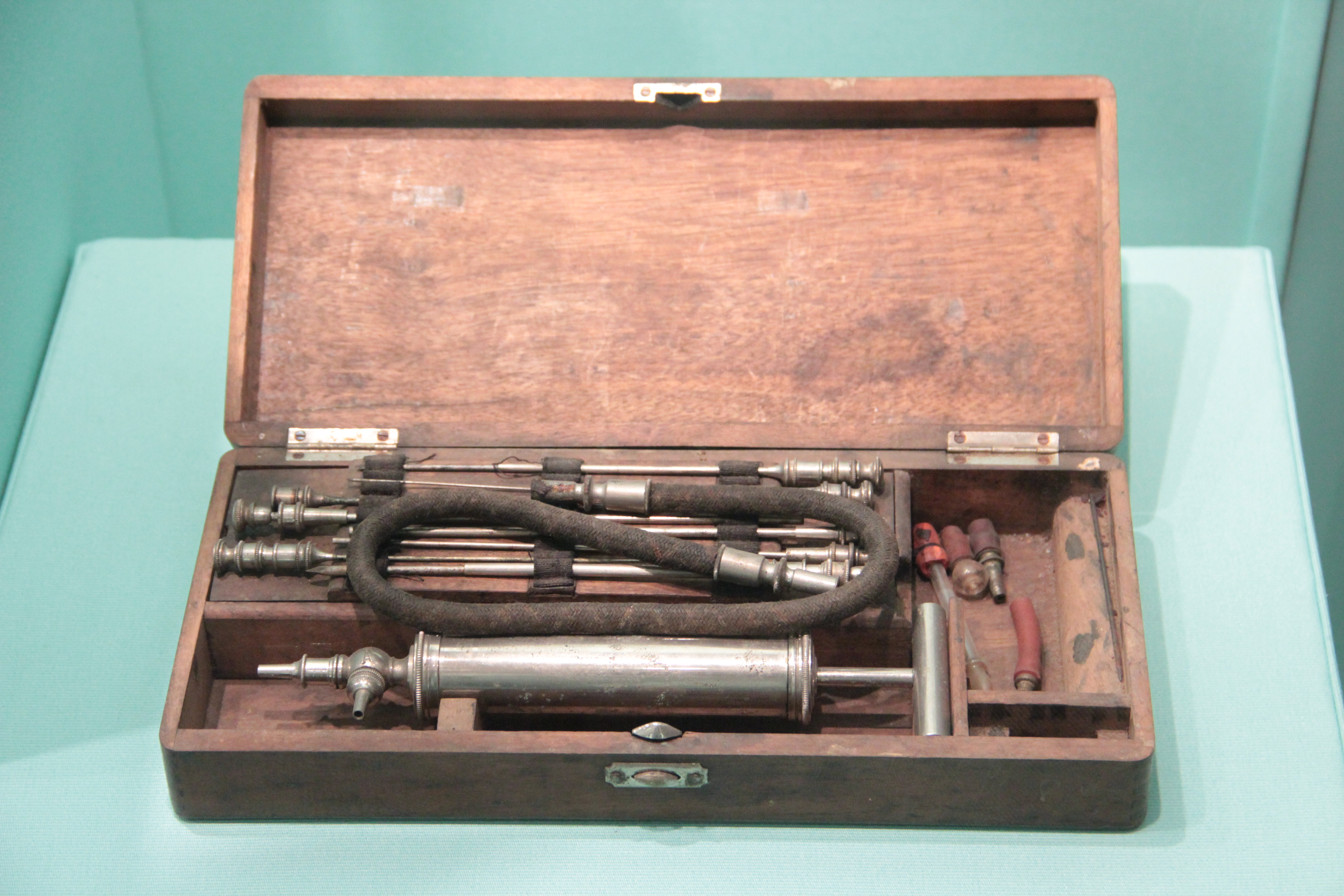
Un pleuro-laveur exposé au musée des instruments de médecine des hôpitaux de Toulouse, en France.

Le pleuro-laveur est un instrument de médecine utilisé autrefois dans le traitement de l'empyème pleurale, connu également sous le nom de pleurésie purulente.
Inventé [Quand ?], le pleuro-laveur est composé d'une grosse seringue, de plusieurs trocarts, d'un tuyau et d'une aiguille. Il a été utilisé à partir des années 1930, notamment dans le traitement des épanchements pleuraux tuberculeux.
Il permet d'aspirer le liquide pleural.